# Trochoidea elegans
Trochoidea elegans е вид коремоного от семейство Hygromiidae.

## Разпространение
Видът е разпространен във Великобритания, Гърция, Испания, Италия (Сардиния и Сицилия) и Франция (Корсика).